# Онакуага

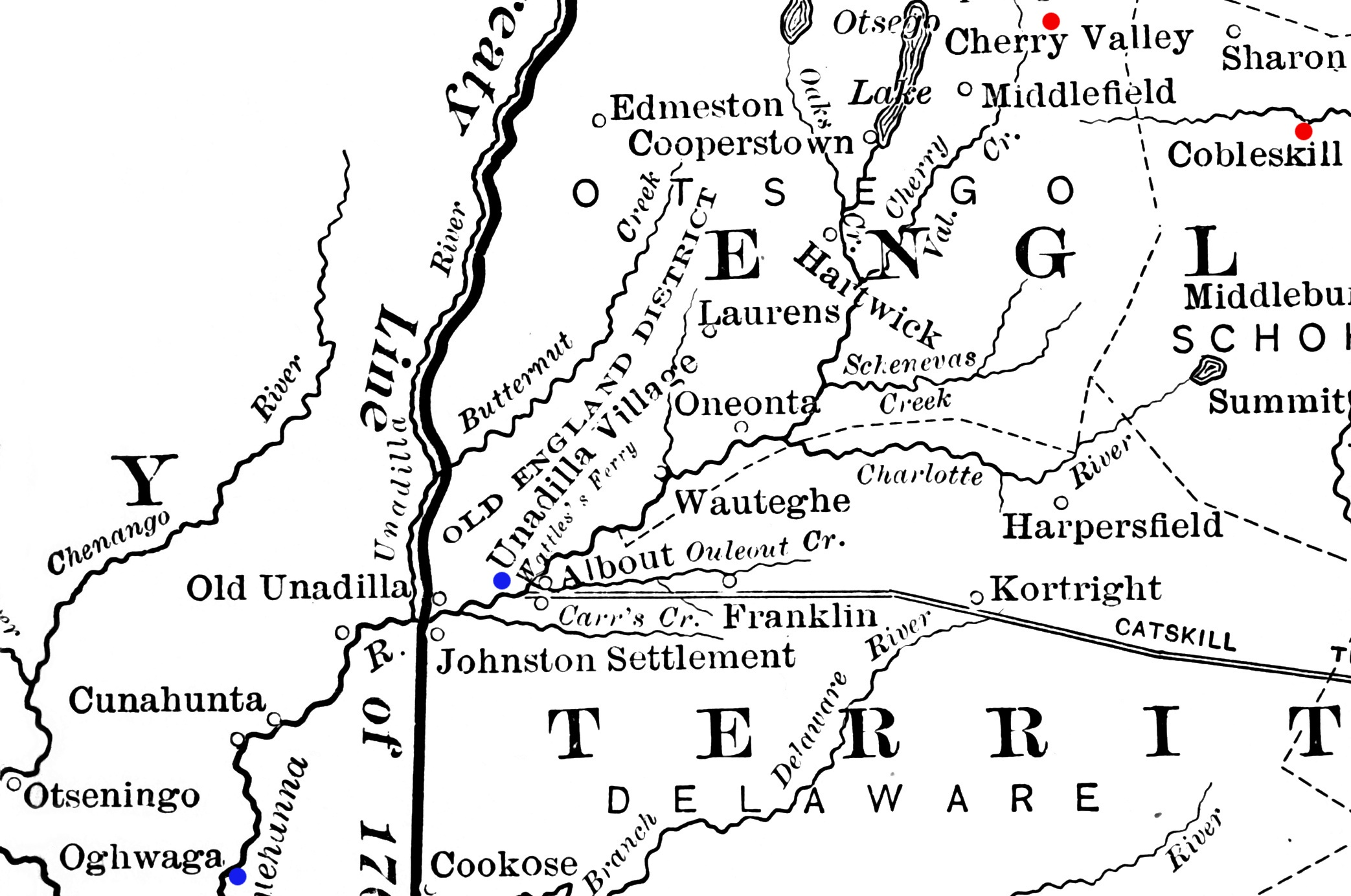
Карта, показывающая северо-западную границу Нью-Йорка во время войны за независимость США. Ирокезские поселения Унадилла (Unadilla) и Онакуага (Oghwaga) отмечены синим цветом

Онакуага (англ. Onaquaga, существуют также другие варианты произношения) была большим ирокезским поселением, расположенным по обеим берегам реки Саскуэханна на территории современного американского штата Нью-Йорк. Во время Войны за независимость США Континентальная армия разрушила деревню.

## История
Карта 1614 года, составленная голландскими торговцами, показывает существование деревни с названием Огехаге (англ. Ogehage). Со временем — и во многих различных вариантах написания — это поселение стало известно как Онакуага. Изначально деревня была населена членами племени онайда, одного из пяти народов конфедерации ирокезов. Онакуага находилась на пересечении различных дорог северо-востока Северной Америки и располагалась на реке Саскуэханна, по которой часто путешествовали коренные американцы. Она была одной из самых южных деревень ирокезов и стала со временем активным местом торговли. Примерно в 1739 году Уильям Джонсон построил в Онакуаге торговый пост. Тускарора пришли в этот район около 1715 года после изгнания из Северной Каролины и основали небольшие деревни к северу и к югу от Онакуаги. Вскоре после этого они стали шестым племенем конфедерации ирокезов. К 1750-м годам в деревню мигрировали представители других племён ирокезов
В конце 1740-х годов христианские религиозные деятели из Новой Англии предприняли попытку основать миссию в Онакуаге, но потерпели неудачу. В 1753 году преподобный Джонатан Эдвардс решил вновь организовать миссию в деревне под руководством Гидеона Хоули. Переводчицей Хоули являлась Ребекка Келлог Эшли, которая в юности была взята в плен во время набега французов и индейцев в 1704 году на Дирфилд и отправлена в поселение мохоков Канаваке. Христианская миссия просуществовала в Онакуаге 25 лет.
Когда началась Американская революция в поселении проживали представители всех шести ирокезских племён, а также несколько делаваров и британцев. Осенью 1778 года население Онакуаги составляло около 400 человек.
В 1778 году Джозеф Брант использовал поселение как свою штаб-квартиру и базу для набегов на нью-йорские и пенсильванские американские населённые пункты. В начале октября 1778 года более 260 солдат под командованием полковника Уильяма Батлера напали на Онакуагу и разрушили её, забрав или уничтожив всё продовольствие.